# AMC (Fernsehsender)

Ehemaliges Logo

AMC ist ein US-amerikanischer Fernsehsender, der Spielfilme und selbstproduzierte Serien ausstrahlt. Ursprünglich standen die Buchstaben für American Movie Classics. Nach einer Veränderung der Programmausrichtung im Jahr 2002 wird dieser Name nicht mehr verwendet. AMC gehört AMC Networks, vormals Rainbow Media, einer Tochtergesellschaft von Cablevision. Sein Sitz ist New York City.

## Geschichte

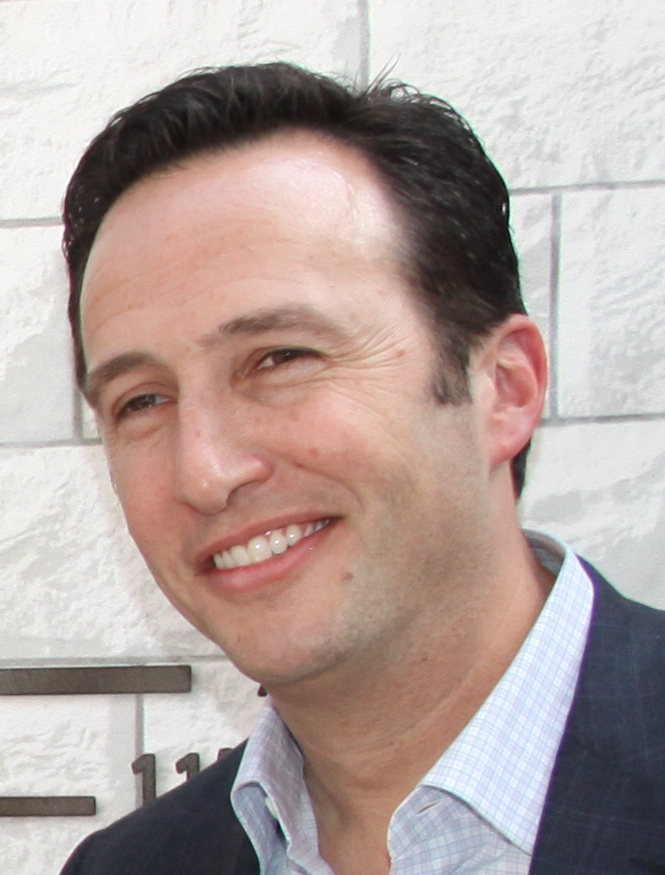
Charlie Collier, Geschäftsführer und Präsident von AMC seit 2006

In den 1980er Jahren etablierte sich AMC als reiner Pay-TV-Sender ohne Werbung, der vor allem Hollywood-Klassiker aus der ersten Hälfte des 20. Jahrhunderts zeigte. Eigenproduktionen waren kein Bestandteil des Programms. Im Jahr 1989 konnte der Sender 39 Millionen Abonnenten verzeichnen. AMC ist in knapp 97 Millionen U.S. Haushalten verfügbar.
Gemeinsam mit der von Martin Scorsese gegründeten The Film Foundation startete AMC 1993 ein Filmfestival, dessen Erlöse der Filmrestaurierung zugutekamen. In der Folge wurden auf AMC als verschollen geglaubte Filmklassiker gezeigt, darunter Schwarzweiß- und Stummfilme. Ebenso wurden Retrospektive-Reihen gezeigt, die sich über mehrere Tage auf einen Künstler konzentrierten.
Mit der Serie Remember WENN strahlte AMC von 1996 bis 1998 seine erste Eigenproduktion aus. Sie wurde 1999 von der Serie The Lot abgelöst, die bis 2001 lief. Beide Serien beschäftigen sich mit einer Radiostation bzw. mit einem Filmstudio zur Zeit des Zweiten Weltkriegs – die Zeit, in der der Großteil des AMC-Programms entstand.
Am 30. September 2002 erhielt der Sender eine neue Ausrichtung, indem er sich weniger auf Filmklassiker konzentrierte. Filme aus allen Epochen wurden nun auch mit Werbeunterbrechungen gezeigt. Der bis zu dem Zeitpunkt nur in den USA zu empfangende Sender wurde am 1. September 2006 von Shaw Communications auch in das kanadische Kabelnetz eingespeist.
2007 nahm AMC unter dem neuen Geschäftsführer Charlie Collier die Produktion von Fernsehserien auf und ließ Mad Men und Breaking Bad produzieren. Beide Serien stellten sich sowohl als Publikums- wie auch als Kritikererfolge heraus und erhielten zahlreiche Auszeichnungen. Im Jahr 2009 strahlte AMC die in Auftrag gegebene sechsteilige Miniserie The Prisoner – Der Gefangene aus. 2010 ließ AMC Rubicon produzieren. Die Mysteryserie wurde trotz guter Kritiken aufgrund schlechter Einschaltquoten nach nur einer Staffel eingestellt. Im selben Jahr startete die auf dem gleichnamigen Comic basierende Zombieserie The Walking Dead, die alle bisherigen Einschaltquoten bei AMC übertraf. In der Hauptzielgruppe der 18- bis 49-Jährigen ist The Walking Dead mittlerweile die erfolgreichste Fernsehserie. Die Serie wurde inzwischen bereits um eine elfte Staffel verlängert. 2011 ließ AMC die Krimiserie The Killing produzieren. Die Serie, die eine Neuverfilmung der dänischen Serie Kommissarin Lund – Das Verbrechen ist, hatte gute Kritiken und Einschaltquoten. Sie wurde um eine zweite Staffel verlängert. Nachdem das Ende der Serie bereits bekannt gegeben worden war, wurde die Serie dennoch um eine dritte und letzte Staffel verlängert. Anschließend übernahm der Video-on-Demand-Anbieter Netflix die Serie für eine vierte Staffel. Seit 2011 läuft mit Hell on Wheels eine Westernserie auf AMC. 2013 endete die Fernsehserie Breaking Bad unter großem Medieninteresse und mit einer Einschaltquote von 10,28 Millionen. Im selben Jahr startete mit Low Winter Sun eine Krimiserie, die als Nachfolgeserie für Breaking Bad gehandelt wurde. Aufgrund geringer Zuschauerzahlen wurde die Serie jedoch nicht verlängert. Aufgrund des Erfolges von Breaking Bad wurde ein Prequel zur Serie in Auftrag gegeben. Better Call Saul lief im Februar 2015 an, eine dritte Staffel wurde 2017 gesendet.
Neben Originalprogrammen wurden für 2012 die Wiederholungsrechte an der Ausstrahlung von CSI Miami erworben. Seit 2011 wird nach The Walking Dead die Live-Talkshow Talking Dead ausgestrahlt, in der die vorangegangene Episode diskutiert wird. Aufgrund des Erfolges wurde 2013 das Konzept unter dem Titel Talking Bad für Breaking Bad übernommen. 2012 wurden auf AMC vier Realityshows eingeführt: Inside the DHS, The Pitch, Comic Book Men und Small Town Security. Im Oktober 2014 stellte AMC seine Realityserien mit Ausnahme von Comic Book Men und Talking Dead ein, um sich auf Fernsehserien zu konzentrieren.

## Serien
- 1996–1998: Remember WENN (Eigenproduktion)
- 1999–2001: The Lot (Eigenproduktion)
- 2007–2015: Mad Men (produziert von Lionsgate Television)
- 2008–2013: Breaking Bad (produziert von Sony Pictures Television)
- 2010: Rubicon (produziert von Warner Horizon Television)
- 2010–2022: The Walking Dead (produziert von AMC Studios)
- 2011–2013: The Killing (produziert von Fox Television Studios und Fuse Entertainment)
- seit 2011 Talking Dead
- 2011–2016: Hell on Wheels (produziert von Entertainment One, Endemol und Nomadic Pictures)
- 2013: Low Winter Sun (produziert von AMC Studios und Endemol)
- 2014–2017: Halt and Catch Fire
- 2014–2017: Turn: Washington’s Spies
- 2015–2022: Better Call Saul
- 2015–2018: Humans
- 2015–2023: Fear the Walking Dead (produziert von AMC Studios)
- 2015–2019: Into the Badlands
- 2016–2019: Preacher
- 2017–2019: The Son
- 2018: Dietland
- 2018: McMafia
- 2018–2019: The Terror
- 2020–2021: The Walking Dead: World Beyond
- 2022: Tales of the Walking Dead
- seit 2023: The Walking Dead: Daryl Dixon
- seit 2023: The Walking Dead: Dead City
- seit 2024: The Walking Dead: The Ones Who Live